# Nikita Kiverin
Nikita Olegovich Kiverin (tiếng Nga: Никита Олегович Киверин; sinh ngày 25 tháng 3 năm 1990) là một cầu thủ bóng đá người Nga. Anh thi đấu cho FC Murom.